# 토토니카판

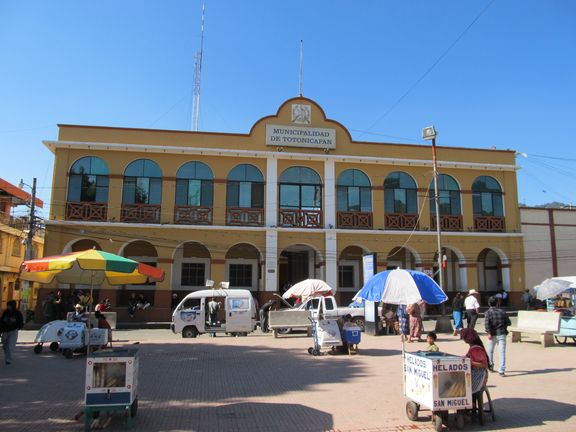
토토니카판 시청

토토니카판(스페인어: Totonicapán)은 과테말라의 도시로 토토니카판 주의 주도이며 면적은 328km2, 높이는 2,485m, 인구는 96,392명(2002년 기준)이다.